# Colmello Sant'Elena
Colmello Sant'Elena è una località del comune di Trevignano, in provincia di Treviso.

## Geografia fisica
La località dista a 2 km da Trevignano. Sorge lungo la Strada statale 348 Feltrina ed è attraversata naturalmente dal Canale della Vittoria, opera derivante artificialmente dal Piave. 

## Storia
Probabilmente il suo nome originario, Posnuovo, si riferirebbe ad una sorgente attorno alla quale si sarebbe formata una comunità.
Tuttavia la sua posizione lungo la Feltrina la esponeva a devastanti passaggi degli eserciti durante il Basso Medioevo.

## Monumenti e luoghi d'interesse

### Chiesa di Sant'Elena
Affacciata sulla Feltrina, venendo da Treviso per il centro di Signoressa.

## Infrastrutture e trasporti
Il paese è attraversato dalla strada regionale 348 Feltrina, ex strada statale, che collega direttamente Treviso a Feltre.
Inoltre è presente una fermata della Mobilità di Marca.